# Toulicia bullata
Toulicia bullata är en kinesträdsväxtart som beskrevs av Ludwig Radlkofer. Toulicia bullata ingår i släktet Toulicia och familjen kinesträdsväxter. Inga underarter finns listade i Catalogue of Life.